# 上廉穴
上廉穴是属于手陽明大腸經的腧穴。

## 定位
陽谿與曲池穴連線上，肘橫紋下3寸。

## 主治
頭痛、半身不遂、肩臂痛、腹痛、腹瀉等。

## 操作
直刺0.8～1寸；可灸。